# 红火麻
红火麻（学名：Girardinia suborbiculata sp. triloba）为荨麻科蝎子草属下的一个亚种。

## 扩展阅读
- 維基物種上的相關：红火麻